# Lista de vulcões da Europa
Esta é uma lista de vulcões na Europa.
- Pico del Teide - Tenerife, Ilhas Canárias, Espanha (3,718 m)
- Etna - Sicília, Itália (3,263 m)
- Pico Alto - Ilha do Pico, Açores, Portugal (2,351 m)
- Vitosha - Sófia, Bulgária (2,290 m)
- Beerenberg - Jan Mayen, Noruega (2,277 m)
- Öræfajökull - Islândia (2,110 m)
- Cumbre Vieja - La Palma, Ilhas Canárias, Espanha (1,949 m)
- Eyjafjallajökull - Islândia (1,666 m)
- Katla - Islândia (1,512 m)
- Hekla - Islândia (1,491 m)
- Snæfellsjökull - Islândia (1,448 m)
- Ciomadul - Romênia (1,289 m)
- Monte Vesúvio - Itália (1,281 m)
- Stromboli - Ilhas Eólias, Itália (924 m)
- Vulcão - Ilhas Eólias, Itália (499 m)
- Kozhuh - Rupite, Bulgária (281 m)

| Nome              | Local                             | Elevação (m)       | Coordenadas                  | Última erupção             | notas                                                             |
| ----------------- | --------------------------------- | ------------------ | ---------------------------- | -------------------------- | ----------------------------------------------------------------- |
| Pico del Teide    | Tenerife, Ilhas Canárias, Espanha | 3,718              | 28°16′23″N 16°38′22″W        | 1909                       |                                                                   |
| Monte Etna        | Sicília, Itália                   | 3,329 m (10,92 pé) | 37° 45,3′ N, 14° 59,7′ L     | 2020                       |                                                                   |
| Monte Pico        | Ilha do Pico, Açores, Portugal    | 2,351 m (8,6 in)   | 38° 28′ 08″ N, 28° 23′ 56″ O | 1718                       |                                                                   |
| Beerenberg        | Jan Mayen, Norway                 | 2,277 m (5,6 in)   | 71° 04′ 36″ N, 8° 09′ 52″ O  | 1985                       |                                                                   |
| Bárðarbunga       | Islândia                          | 2,009 m (7,1 in)   |                              | 2014-2015                  |                                                                   |
| Öræfajökull       | Islândia                          | 2,110 m (11,1 in)  | 64° 00′ N, 16° 39′ O         | 1727-1728                  |                                                                   |
| Mounts of Cantal  | França                            | 1,855 m (1,0 in)   | 45° 03′ 31″ N, 2° 45′ 41″ L  | 2 million years ago        |                                                                   |
| Eyjafjallajökull  | Islãndia                          | 1,666 m (5,6 in)   | 63° 37′ 12″ N, 19° 36′ 48″ O | 2010                       |                                                                   |
| Grímsvötn         | Islândia                          | 1,725 m (7,9 in)   |                              | 2011                       |                                                                   |
| Katla             | Islândia                          | 1,512 m (11,5 in)  | 63° 38′ N, 19° 03′ O         | 1918                       | possíveis erupções menores posteriores não derreteu cobrindo gelo |
| Hekla             | Islândia                          | 1,491 m (10,7 in)  | 63° 59′ N, 19° 42′ O         | 2000                       |                                                                   |
| Snæfellsjökull    | Islândia                          | 1,448 m (9,0 in)   | 64° 48′ N, 23° 47′ O         | 200 CE                     | [ 1 ]                                                             |
| Ciomadul          | Romênia                           | 1,289 m (2,7 in)   | 46° 08′ N, 25° 53′ L         | 32,600 to 27,500 years ago |                                                                   |
| Colli Albani      | Itália 950 m (3 100 pé)           |                    |                              | 5,000 anos aC              |                                                                   |
| Racoș             | Romênia                           |                    |                              |                            | Artigo da vila não menciona um vulcão                             |
| Verejeni          | Moldávia                          |                    |                              |                            | Artigo da vila não menciona um vulcão                             |
| Monte Amiata      | Itália                            | 1,738 m (8,4 in)   |                              | 180,000 anos atrás         |                                                                   |
| Monte Vesúvio     | Itália                            | 1,281 m (2,4 in)   | 40° 49′ N, 14° 26′ L         | 1944                       |                                                                   |
| Monte Vulture     | Italy                             | 1,326 m (4,2 in)   | 40° 56′ 54″ N, 15° 38′ 08″ L | 40,000 years ago           |                                                                   |
| Phlegraean Fields | Itália                            | 458 m (1 500 pé)   | 40° 49′ 37″ N, 14° 08′ 20″ L | 1538                       |                                                                   |
| Stromboli         | Ilhas Eólias, Itália              | 924 m (3 000 pé)   | 38° 47′ 38″ N, 15° 12′ 40″ L | 2019                       |                                                                   |
| Vulcano           | Ilhas Eólias, Itália              | 499 m (1 600 pé)   | 38° 24′ 15″ N, 14° 57′ 57″ L | 1888-1890                  |                                                                   |
| Kozhuh            | Rupite, Bulgária                  | 281 m (920 pé)     | 41° 26′ N, 23° 15′ L         | extinto                    |                                                                   |
| Adatepe           | Bulgária                          |                    | 41° 26′ 22″ N, 25° 39′ 17″ L | extinto                    |                                                                   |